# 青梅トンネル
青梅トンネル（おうめトンネル、Ome Tunnel）は、東京都羽村市と青梅市にまたがる首都圏中央連絡自動車道（圏央道）にあるトンネルである。

## 概要
都心から半径40〜60 kmの郊外を環状に巡る圏央道のうち、多摩地域の羽村市から青梅市にかけての区間にあり、青梅市の市街地通過を避けるために地下に道路を設けたトンネルである。2002年3月29日に青梅IC - 日の出IC間の開通と同時に供用を開始した。
全長は2,094 m。2階建て道路トンネルとしては日本初で、上りと下りの各2車線が上下に重なる2層構造で4車線を構成し、掘削断面積でも国内最大級の規模となる。青梅市街の真下を貫いており、上層は八王子・相模原方面に向かう内回り、下層が埼玉・鶴ヶ島方面へ向かう外回りとなっている。中央の1,093 m部分のトンネル断面が鶏卵の形をしており、高さは約19 m、横幅が約15 m、断面積は220〜260 m2に達する。
青梅市街地の地表から7 m地下にあり、トンネルの建設工事では、水道・下水・ガス管のライフラインや民家、工事中の騒音・振動を避けるため、タマゴ型の中央部分についての掘削方法は、地表からではなく、地中を掘り進む山岳トンネル工法で掘られた。2層構造の大断面トンネルで、山岳トンネル工法が用いられたのは、青梅トンネルが世界初である。

## 隣
C4 首都圏中央連絡自動車道
(43)日の出IC - 青梅トンネル - (44)青梅IC